# Batalha de Lequeu
A batalha de Lequeu seu deu em 391 a.C durante a Guerra de Corinto. O exército de Esparta enfrentou as forças de Atenas, e a batalha terminou com a vitória ateniense. 
A causa decisiva para essa vitória foi que um regimento espartano hoplita acabou manobrando em campo aberto perto de Corinto, o que deixou a tropa sem proteção alguma. O general ateniense Ifícrates aproveitou-se dessa falha e armou uma emboscada utilizando seus lanceiros de javalinas (os peltastas).
Lançando ataques rápidos e repetidos contra a formação espartana, Ifícrates e seus homens conseguiram desgastar os espartanos. A insistência resultou em uma vitória apesar de apenas metade do regimento de Esparta ser dizimado . Esta foi a primeira vez na história militar grega em que uma força de peltastas conseguiu derrotar uma força de hoplitas, que era um corpo de infantaria pesada.

## Contexto
No ano 392 a.C ocorreu uma guerra civil em Corinto entre um grupo de oligarcas pró espartanos e democratas anti espartanos. Os últimos obtiveram a vitória e posteriormente enviaram ao exílio os sobreviventes a favor da oligarquia.
Os exilados cooperaram com as forças espartanas da região para conseguir o controle de Lequeu, um pequeno porto ocidental situado no Golfo de Corinto. Os espartanos realizaram vários ataques aos democratas de Corinto e seus aliados tebanos e argivos, conseguindo conquistar o porto .
Decididos a reagir, os atenienses enviaram uma força para ajudar Corinto, com Ifícrates sendo o general. Enquanto a tropa ateniense se movia, os espartanos e os exilados invadiram o território de Corinto através de Lequeu e, no ano de 391 a.C, o rei  Agesilau II comandou inúmeras vitórias em pontos estratégicos na região graças ao seu eficiente exército espartano. Os atenienses e seus aliados sofreram inúmeros golpes em Coríntia, porém Ifícrates conseguiria uma oportunidade para contra atacar .

## Batalha
Durante o tempo que o rei espartano Agesilau marchava nos territórios de Corinto com o grosso de seu exército, um contingente importante foi deixado Lequeu para defender o porto. Parte dessa força era composta por homens da cidade de Amicleia, os quais tradicionalmente regressavam para casa quando estavam em campanha para comemorar um certo festival religioso. Quando a data de celebração desse festival se aproximou, o chefe espartano em Lequeu mobilizou os hoplitas e a cavalaria para escoltar os amicleus até a terra natal, tendo para isso que passar por Corinto que ainda não estava dominada. Depois de passar pela cidade sem problemas, o chefe ordenou a seus hoplitas para regressar a Lequeu, enquanto a cavalaria seguiu caminho junto com os amicleus. Ainda que tivessem que passar perto das muralhas de Corinto em seu regresso, esperavam não ter problemas, pois acreditavam que os homens da cidade estavam acovardados em seu interior e sem qualquer intenção de se exporem cidade a fora.

Lequeu foi um antigo porto de Corinto

Na realidade, Ifrícates e sua força de peltastas aguardavam na cidade, e quando perceberam que um regimento de 600 espartanos se aproximavam de Corinto sem o apoio da cavalaria, decidiram se aproveitar da situação. Contando também com o apoio de alguns hoplitas atenienses liderados por Cálias, os peltastas começaram a perseguir as forças espartanas utilizando suas lanças.
Para reagir ao ataque inesperado, o comandante espartano ordenou aos seus homens utilizarem a tática conhecida como carga a fim de conter os atenienses, porém os peltastas retrocederam e facilmente escaparam dos hoplitas inimigos. Então, quando os espartanos voltavam ao regimento, os peltastas davam meia-volta, atirando lanças que infligiam pesadas baixas. Este processo foi repetido várias vezes obtendo sempre os mesmos resultados. Mesmo quando a cavalaria chegou, o comandante espartano tomou a curiosa decisão de seguir o ritmo dos hoplitas, ao invés de tomar a frente para perseguir os peltastas quando retrocediam. 
Incapazes de recuarem e sofrendo com constantes perdas, os espartanos foram acuados até uma colina que era visível em Lequeu. Quando os homens do porto perceberam a situação dos seus soldados, rapidamente sairiam com seus barcos até atracarem meia milha de distância da colina. Enquanto os atenienses começaram a movimentar os seus hoplitas para a batalha, os combatentes espartanos, notando o socorro, correrem em direção aos barcos, sendo até o final perseguidos pelos peltastas. O saldo final foi de 250 espartanos mortos em um total de 600 no regimento .

## Consequências
A batalha de Lequeu marcou a primeira ocasião na história grega em que os peltastas derrotaram os hoplitas espartanos . A notícia da derrota foi um choque muito grande para o rei espartano Agesilau, que não teve outra coisa a fazer senão regressar para casa . Nos meses seguintes a partida dos espartanos, Ifícrates foi reconquistando as fortalezas e pontos estratégicos que anteriormente haviam sido conquistados pelas forças de Esparta. 
Ifícrates também lançou várias campanhas contra os aliados espartanos nas regiões periféricas. Esparta e seus aliados oligárquicos seguiram mantendo o porto de Lequeu durante toda a guerra, mas suas operações foram limitadas drasticamente ao redor de Corinto .

## Hoplitas e peltastas
Analisando os acontecimentos, Ifícrates teve a iniciativa de realizar mudanças no exército quando se deu conta que os hoplitas possuíam armaduras e armamentos superiores porém desnecessariamente lentos e pesados no campo de batalha. Ele fez mudanças no equipamento tradicional hoplita para garantir maior mobilidade em combate contra os peltastas. Para isso, buscou um equilíbrio entre ataque e defesa, mudando a panóplia de maneira que não fosse tão pesada, substituindo o grande e pesado áspide de bronze por um escudo menor e recoberto de couro, substituindo as pesadas sandálias por novas feitas de couro, que acabariam por serem conhecidas como ificrátides, e as maciças couraças deram lugar a novas feitas de linho (linhotoráx).
Estas mudanças estabeleceram um novo tipo de hoplita, que era mais rápido ainda que tivesse menos proteção, algo que foi compensado pelo aumento do tamanho das lanças, a fim de não ser atacado antes por outros hoplitas com lanças tradicionais. Apesar destes avanços e uma melhor mobilidade e velocidade em combate, os guerreiros gregos priorizaram em geral a armadura pesada, o qual proporcionava maior proteção.
Ao mesmo tempo o equipamento do peltasta também foi modificado. A armadura que possuíam era eficiente em um combate corpo a corpo contra arqueiros, contudo não tinha chance alguma contra hoplitas. Por esta razão modificaram seu escudo, colocando em seu lugar um de formato maior e oval feito de vime e mais tarde de madeira. Agora além das javalinas e espadas curtas, os peltastas passaram a ter uma lança curta que facilitava realizar ataques curtos e rápidos contra o inimigo. Para alguns era permitido usar capacetes de bronze.